# Bunt! (serial telewizyjny)
Bunt! – polski obyczajowy serial  udostępniany na platformie VOD Player oraz emitowany na antenie TVN od 31 stycznia do 6 maja 2022.

## Fabuła
Serial opowiadał o nastolatkach z Młodzieżowego Ośrodka Wychowawczego w Krakowie, którego dyrektorką była surowa Agata Gawron (Monika Buchowiec), której działania kierowały młodzież do buntu. Po wybuchu strajku, do ośrodka powrócił dawny wychowawca - Tomasz Wilk (Jan Wieczorkowski).
Do ośrodka trafiła Róża Niedzielska (Natalia Jędruś), która prowadziła prywatne śledztwo w sprawie śmierci swojej ukochanej Mai (Aleksandra Grabowska) - dawnej mieszkanki MOW-u.

## Obsada
| Aktor                   | Rola                         |
| ----------------------- | ---------------------------- |
| Jan Wieczorkowski       | Tomasz Wilk                  |
| Lidia Sadowa            | Małgorzata Jurgowicz         |
| Monika Buchowiec        | Agata Gawron                 |
| Magdalena Turczeniewicz | Anna Krajewska               |
| Natalia Jędruś          | Róża Niedzielska             |
| Maciej Kucharski        | Kajetan Podolski             |
| Aleksandra Grabowska    | Maja Jurgowicz               |
| Małgorzata Majerska     | Nina                         |
| Maja Wolska             | Izabela Kłosek „Lolita”      |
| Iga Górecka             | Zofia Blacha                 |
| Maciej Kosiacki         | Janek „Jajko”                |
| Jakub Pruski            | Staszek Nawrocki „Hakier”    |
| Aleksander Kaleta       | Marek Bolewicz "Bolo"        |
| Maciej Kobiela          | Mikołaj Żmuda „Gruby”        |
| Paweł Dobek             | Antek „Ciepły”               |
| Weronika Asińska        | Monika Zawada                |
| Krzysztof Piątkowski    | „Winetu”                     |
| Marta Mazurek           | Katarzyna Biela              |
| Bartosz Picher          | Radosław Jurgowicz „Kołczu”  |
| Antoni Milancej         | Bartek Krajewski             |
| Marceli Sikora          | Wojtuś Biela                 |
| Olgierd Blacharz        | Brajanek                     |
| Kacper Luty             | Staś                         |
| Aldona Jankowska        | pani Stasia                  |
| Beata Schimscheiner     | pani Basia                   |
| Krzysztof Bochenek      | pan Jasiu                    |
| Jakub Dąbrowski         | Damian                       |
| Ewa Kolasińska          | Maria Słomińska, babcia Zosi |

## Spis serii
Uwaga: tabela zawiera daty odnoszące się wyłącznie do pierwszej emisji telewizyjnej; nie uwzględniono w niej ewentualnych prapremier w serwisach internetowych (np. Player).
| Seria | Seria | Odcinki   | Pierwsza emisja telewizyjna (TVN) | Pierwsza emisja telewizyjna (TVN) | Pierwsza emisja telewizyjna (TVN) | Pierwsza emisja telewizyjna (TVN) | Pierwsza emisja telewizyjna (TVN) |
| Seria | Seria | Odcinki   | Sezon telewizyjny                 | Początek emisji                   | Koniec emisji                     | Pora emisji                       | Średnia oglądalność               |
| ----- | ----- | --------- | --------------------------------- | --------------------------------- | --------------------------------- | --------------------------------- | --------------------------------- |
|       | 1.    | 1–68 (68) | zima–wiosna 2022                  | 31 stycznia 2022                  | 6 maja 2022                       | poniedziałek–piątek 18:25         | 507 tys. (VOSDAL)                 |

## Produkcja i odbiór
Zdjęcia do pierwszego sezonu produkcji wystartowały w sierpniu 2021 i odbywały się w zamku Florkiewiczów w Młoszowej (k. Trzebini).
Po dwóch tygodniach emisji średnia widownia serialu (w telewizji) wyniosła 717 tys. widzów. Cały sezon na antenie stacji telewizyjnej TVN oglądało średnio 507 tys. widzów (VOSDAL).
Serial był jedną z najpopularniejszych pozycji w serwisie VOD Player. W maju 2022 potwierdzono drugi sezon, którego premiera planowo miała odbyć się jesienią tego samego roku.
Zdjęcia do drugiego sezonu serialu rozpoczęły się w maju 2022. Z początkiem czerwca tego samego roku zostały przerwane, a Grupa TVN poinformowała o zakończeniu produkcji serialu.